# Guerra urbana
La guerra urbana  és un tipus de guerra moderna duta a terme en àrees urbanes, com a pobles i ciutats. Com a referent, la guerra conduïda a centres poblats abans del segle xx, és generalment considerada com a guerra de setge.

## Característiques
Els combats urbans són molt diferents dels realitzats en camp obert, en nivells tàctics i operacionals. Factors que compliquen la guerra a entorns urbans inclouen la presència de població civil i edificacions de tota classe. Alguns civils poden ser difícils de diferenciar dels combatents, particularment si aquells individus simplement tracten de protegir les seves llars dels atacants.
Les tàctiques es compliquen en un ambient tridimensional, amb limitats camps de visió i foc a causa dels edificis, amagatalls i punts a cobert per als defensors, infraestructura subterrània i la facilitat de posicionament d'explosius, trampes, i franctiradors. L'existència mateixa d'edificis de variat tipus i estructures urbanes (vies subterrànies, cèrcols, parcs) impliquen per a les tropes combatents menys llibertat de moviments i major risc en els seus avenços, i també dificulten l'efectivitat de les armes pesants. Al mateix temps aquestes estructures permeten que els combatents disposin de refugis i parapets que faciliten la defensa i dificulten l'atac.

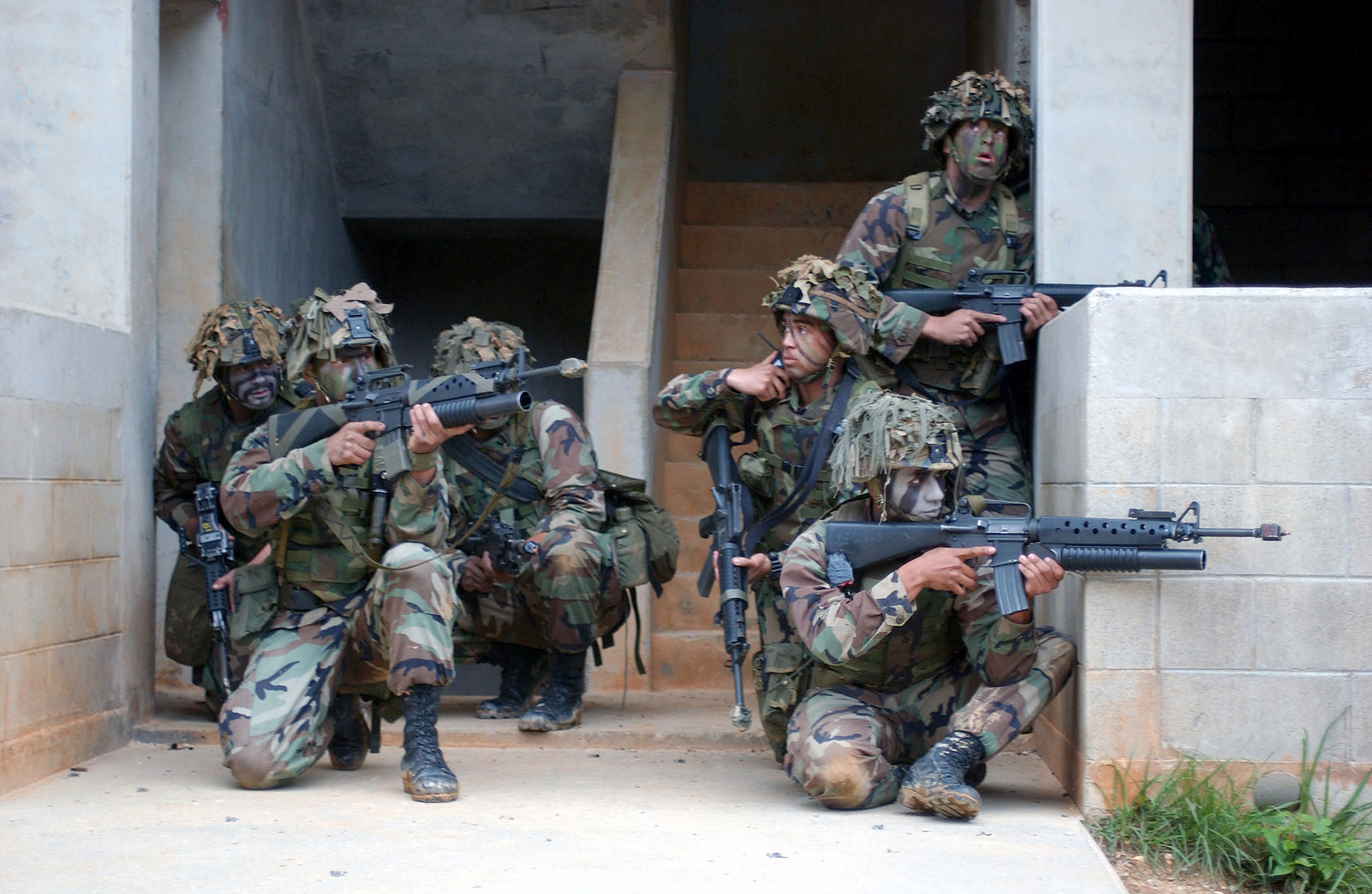
Marines durant un entrenament de combat urbà.

## Indicatius
El terme militar nord-americà per denominar a la guerra urbana és  UO , un àlies Urban Operations (Operacions Urbanes).  Mout , abreviació per Military Operations in Urban Terrain (Operacions Militars en Terrenys Urbans) ha estat substituït per UO, però, el terme Mout és utilitzat fins i tot.
El terme militar britànic és  OBUA  de Operations in Built-Up Àrees (Operacions en Àrees Construïdes) o  FIBUA  per Fighting in Built-Up Àrees (Lluitant en Àrees Construïdes) o algunes vegades  FISH  per Fighting In Someone's House (lluitant a Casa d'Algú). El terme  Fofó  per Fighting in fortificacions Objectives (Lluitant en Objectius Fortificats) es refereix a l'eliminació de personal enemic en llocs estrets, com búnquers, trinxeres i fortaleses, així com la desactivació de mines, cables i l'assegurament de posicions enemigues.

## Batalles significatives

El Reichstag després d'un bombardeig aliat (3 de juny de 1945).

Entre les grans batalles urbanes de la història moderna destaquen:
- Batalla de Stalingrad
- Batalla de Berlín
- Setge de Budapest
- Batalla de Praga
- Batalla de Hue
- Batalla d'Alger (1957)
- Batalla de Grozni (1994-1995)
- Batalla de Grozni (1999-2000)
- Segona batalla de Fal·luja
- Batalla de Nasiriyah